# Pie and mash

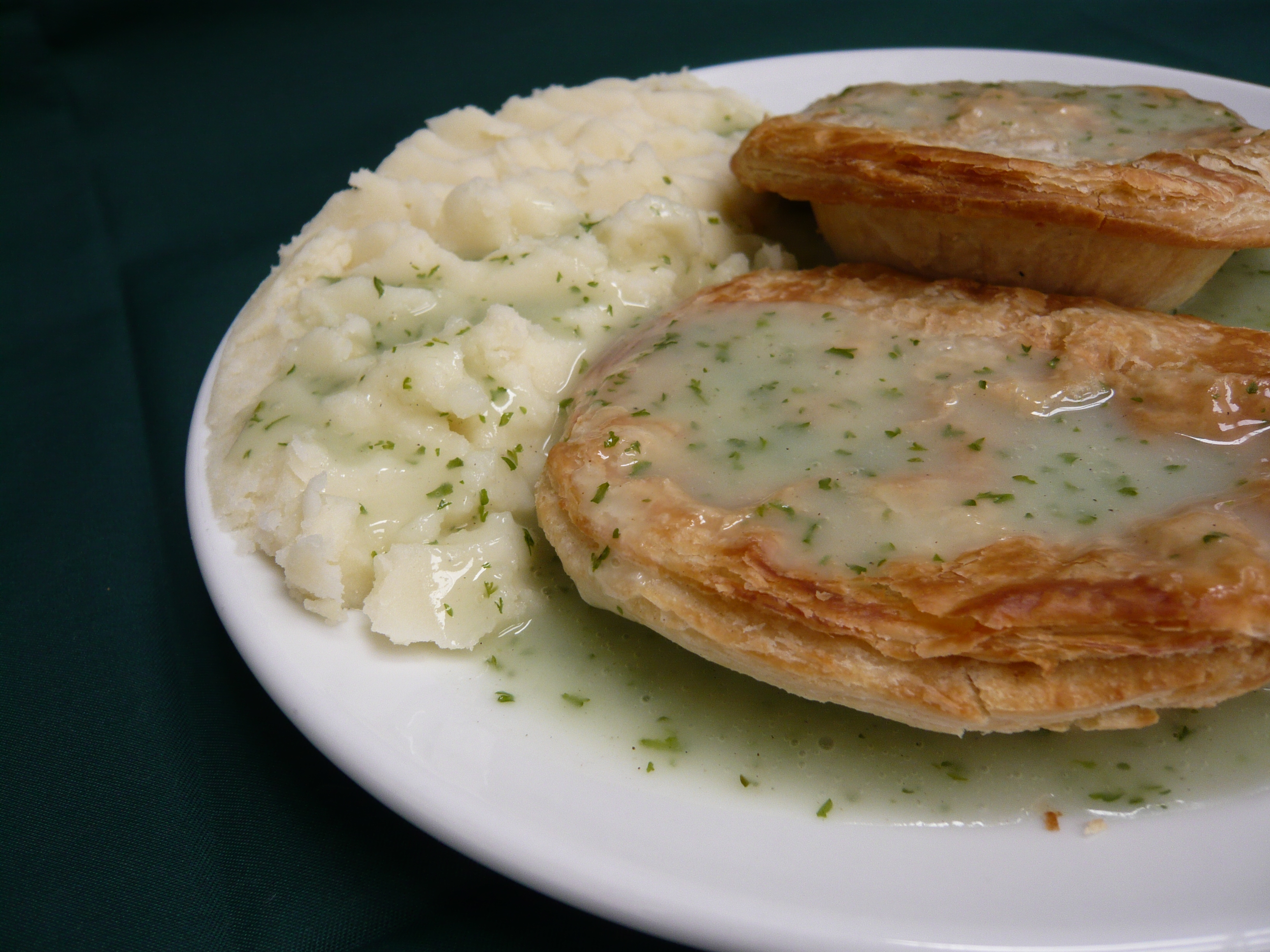
Pie and mash

Pie and mash – potrawa kuchni angielskiej wywodząca się z londyńskiego East Endu, w której skład wchodzi placek nadziewany wołowiną (pie), porcja tłuczonych ziemniaków (mash) oraz sos pietruszkowy (liquor).
Początki pie and mash sięgają epoki wiktoriańskiej, gdy potrawa ta rozpowszechniła się wśród zamieszkującej wschodni Londyn niezamożnej klasy robotniczej.
Zasadniczą część potrawy stanowi placek w postaci zapiekanego w cieście mielonego mięsa wołowego. Dawniej, do okresu II wojny światowej, zamiast wołowiny do nadziewania placków wykorzystywano tanie i łatwo wówczas dostępne węgorze. Dodatkiem do placków są tłuczone ziemniaki. Całość polewana jest jasnozielonym sosem pietruszkowym zwanym liquor. Wbrew swojej nazwie sos nie jest alkoholizowany.
Potrawa ta często oferowana jest w restauracjach zwanych pie and mash shop, w których menu znajdują się także często węgorze w galarecie (jellied eels).